# Мянник, Эдуард Янович
Эдуард Янович Мянник (эст. Eduard Männik, 12 января 1906, Юрьев, Лифляндская губерния — 30 января 1966, Таллин) — эстонский советский писатель. Заслуженный писатель Эстонской ССР (1965)

## Биография
Родился в семье рабочего. Работал землекопом, шахтёром, строителем. В 1917—1923 годах учился в Тартуской коммерческой гимназии.
С 1921 года сотрудничал в газетах. Публиковался с 1925 года, первое художественное произведение — для детей. В 1940 году работал на Тартуской бирже труда, а затем — оперативный сотрудник и следователь в Народном комиссариате национальной безопасности.
Участник Великой Отечественной войны, старшина. В армию пошёл добровольцем (1942), был ранен
Член ВКП(б) с 1942 года. С 1945 года профессиональный писатель.